# Joel Nascimento (músico)
Joel Nascimento (Rio de Janeiro, 13 de outubro de 1937) é um músico, bandolinista, multi-instrumentista brasileiro.Excursionou com John McLaughin, Paco de Lucia, Raphael Rabello e Artur Moreira Lima. Chegou a ganhar prêmios de melhor instrumentista.